# Bitwa pod Hlobane
Bitwa pod Hlobane – starcie zbrojne, które miało miejsce 28 marca 1879 roku pomiędzy siłami brytyjskimi a armią Zulusów. Bitwa ta była jednym z nielicznych zwycięstw Zulusów w wojnie z Brytyjczykami.

## Wstęp
Pułkownik Wood dowiedziawszy się, że Zulusi opuścili swoją stolicę (Ulundi) i zamierzają zaatakować któryś z brytyjskich fortów (w grę wchodziły Kambula i Utrecht) postanowił zagrodzić drogę wrogowi zajmując pozycję na Górze Hlobane (ukształtowanie terenu tworzyło dwa niewielkie płaskowyże dość łatwe do obrony) i zmusić w ten sposób Zulusów do ataku na tę umocnioną pozycję.

## Bitwa
27 marca grupa żołnierzy pod dowództwem majora Russella zdołała zająć pozycje na niższym płaskowyżu. Druga grupa, kawalerzyści pod dowództwem pułkownika Bullera, zajęła pozycje na wyższym płaskowyżu, jednak nieporozumienia i brak współpracy z osadnikami, którzy tworzyli ochotniczą kawalerię nadgraniczną (tzw. Border Horse), uniemożliwiły ulokowanie na szczycie wszystkich sił.
Tymczasem przed południem, podczas objazdu pozycji, Wood dostrzegł idące na południowy wschód główne siły zuluskie. Były one podzielone na 5 kolumn, zwanych impi. Brytyjczycy nie spodziewali się tak szybkiego nadejścia wroga i Wood zorientował się, że zarówno grupa Russela, jak i oddział Bullera mają odciętą ewentualną drogę odwrotu.
Buller postanowił przedostać się do Russella, gdyż zdawał sobie sprawę, że ma zbyt małe siły do odparcia Zulusów. Russell jednak otrzymał w tym czasie rozkaz Wooda o wycofaniu się na inne pozycje, 6 kilometrów na zachód. Oddział Russella zastosował się do rozkazu i Buller pozostał sam na Hlobane.
Osamotnionemu Bullerowi pozostała tylko jedna droga odwrotu – Diabelski Wąwóz (Devil's Pass). Była to jednak wąska i niebezpieczna droga, zwłaszcza dla koni. Niebezpieczeństwo potęgowały jeszcze ataki lokalnych plemion zuluskich, które widząc nadejście pobratymców stały się jeszcze zuchwalsze (rano, w jednym z ataków, Brytyjczycy stracili oficera sztabowego kapitana Cambella i agenta politycznego Lloyda) i przez całą drogę w dół musiano z nimi walczyć. Pomimo strat w ludziach i koniach Buller zdołał jednak dotrzeć na równinę, skąd rozpoczął natychmiastowy odwrót do Kambuli. Jego siły były wykrwawione i zdezorganizowane, ale wycofały się do celu.
Zulusi z kolei przez 12 mil starali się ścigać Brytyjczyków, doprowadzając kilka razy do wymiany ognia.

## Skutki
Bitwa była porażką Brytyjczyków. Zginęło w niej kilkunastu oficerów i ponad 200 żołnierzy (w tym ok. 100 regularnych). Odcięty oddział kawalerii granicznej (Border Horse) znalazł się w pułapce i został rozgromiony. Bezpośrednim następstwem była rozegrana następnego dnia (29 marca) bitwa pod Kambulą.
Pułkownik Buller został odznaczony Krzyżem Wiktorii za męstwo; to samo odznaczenie przyznano podporucznikowi Lysonsowi i szeregowemu Fowlerowi za szarżę na ukrywających się w górskich szczelinach Zulusów; za pomoc niesioną rannym kolegom podczas odwrotu Krzyże otrzymali także: major Leet i podporucznik Browne. W późniejszym czasie, za udział w bitwie, odznaczono także podporucznika kawalerii D’Arcy’ego (wcześniej wniosek odrzucony, jako że był kolonistą).